# Clark Robertson
Clark Robertson (ur. 5 września 1993 w Aberdeen) – szkocki piłkarz występujący na pozycji lewego obrońcy w Rotherham United.